# Bahnhof Buldern
Der Bahnhof Buldern ist ein zum Haltepunkt zurückgebauter Bahnhof in Dülmen-Buldern an der Bahnstrecke Wanne-Eickel–Hamburg.

## Geschichte
Der Bahnhof wurde 1878 errichtet und war bei seiner Eröffnung der kleinste Bahnhof im Münsterland. Das bis nach dem Zweiten Weltkrieg vorhandene erste Empfangsgebäude war ein Fachwerkbau.
1956 wurde im Bahnhof ein Drucktastenstellwerk in einer markanten Glaskanzel errichtet; in diesem Zusammenhang entstand als schlichter Klinkerbau das heutige Empfangsgebäude. Am 30. Oktober 1998 wurde die Station als Bahnhof stillgelegt und zum Haltepunkt abgestuft. Der Hausbahnsteig wurde durch den östlich der Unterführung der Max-Planck-Straße angelegten Bahnsteig 1 (Richtung Hamburg) ersetzt, der Bahnsteig 2 befindet sich gegenüber des stillgelegten Empfangsgebäudes.
Bis 2010 war das Gebäude dem Verfall preisgegeben, im September 2011 wurde es von dem zu diesem Zweck gegründeten Verein Eisenbahnfreunde Bahnhof Buldern von der Stadt Dülmen erworben. Im folgenden Jahrzehnt restaurierten die Vereinsmitglieder das Bahnhofsgebäude und richteten unter anderem einen bahngeschichtlichen Museumskeller ein. Das in dieser Bauform in Deutschland einzigartige Gebäude blieb somit der Nachwelt erhalten.

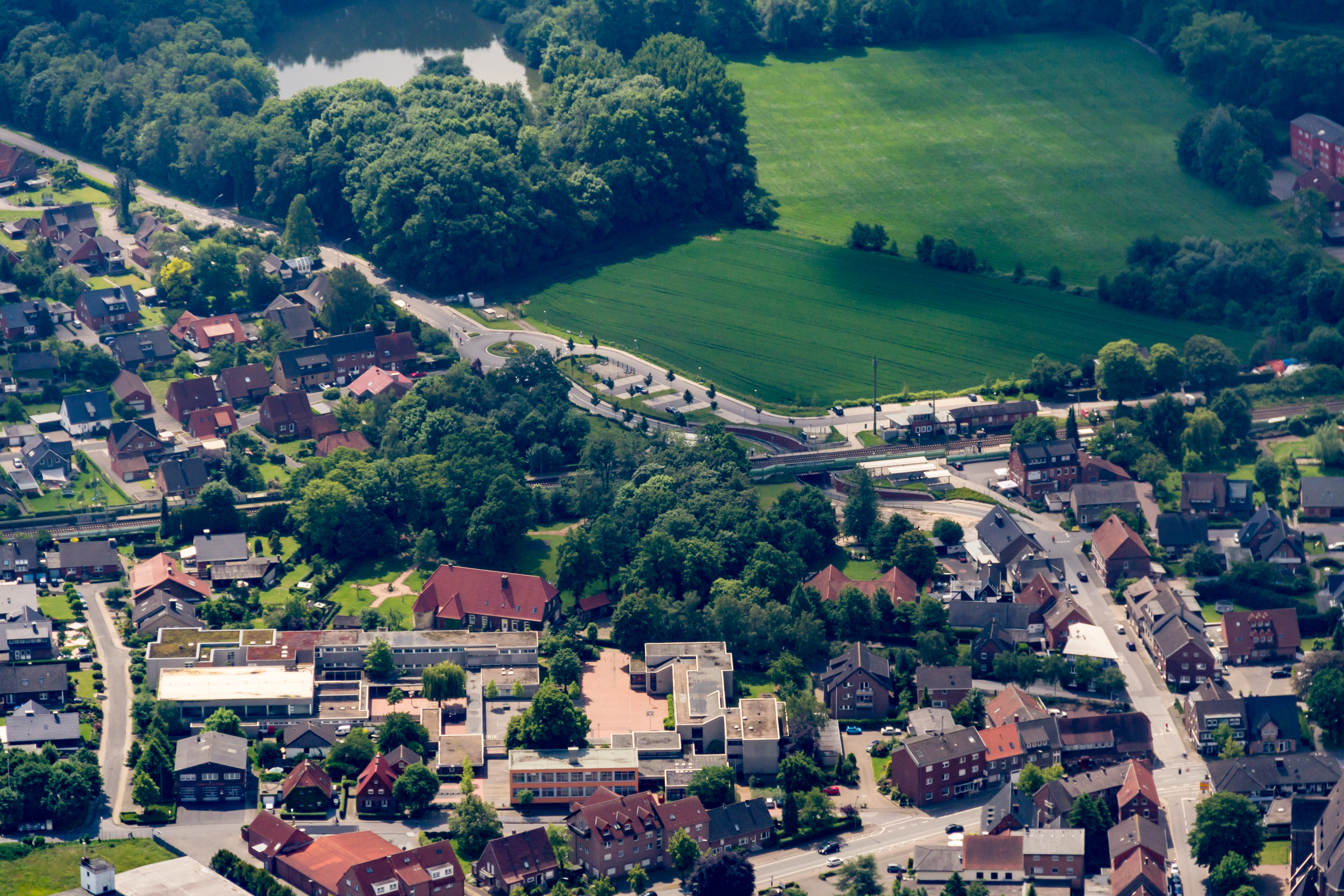
Luftbild – gut erkennbar sind die zwei Bahnsteige beiderseits der Straßenunterführung
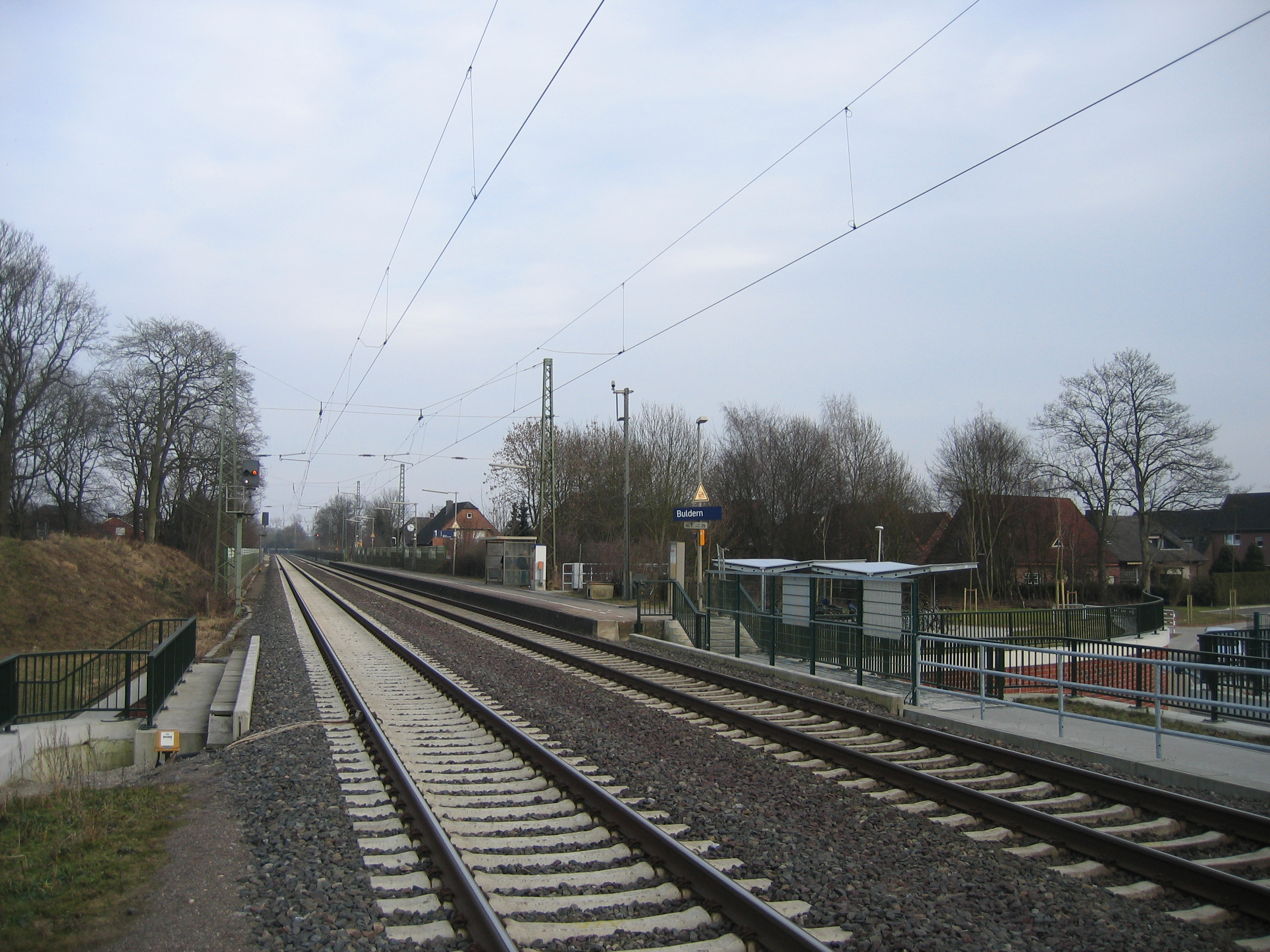
Bahnsteig 1 Richtung Hamburg
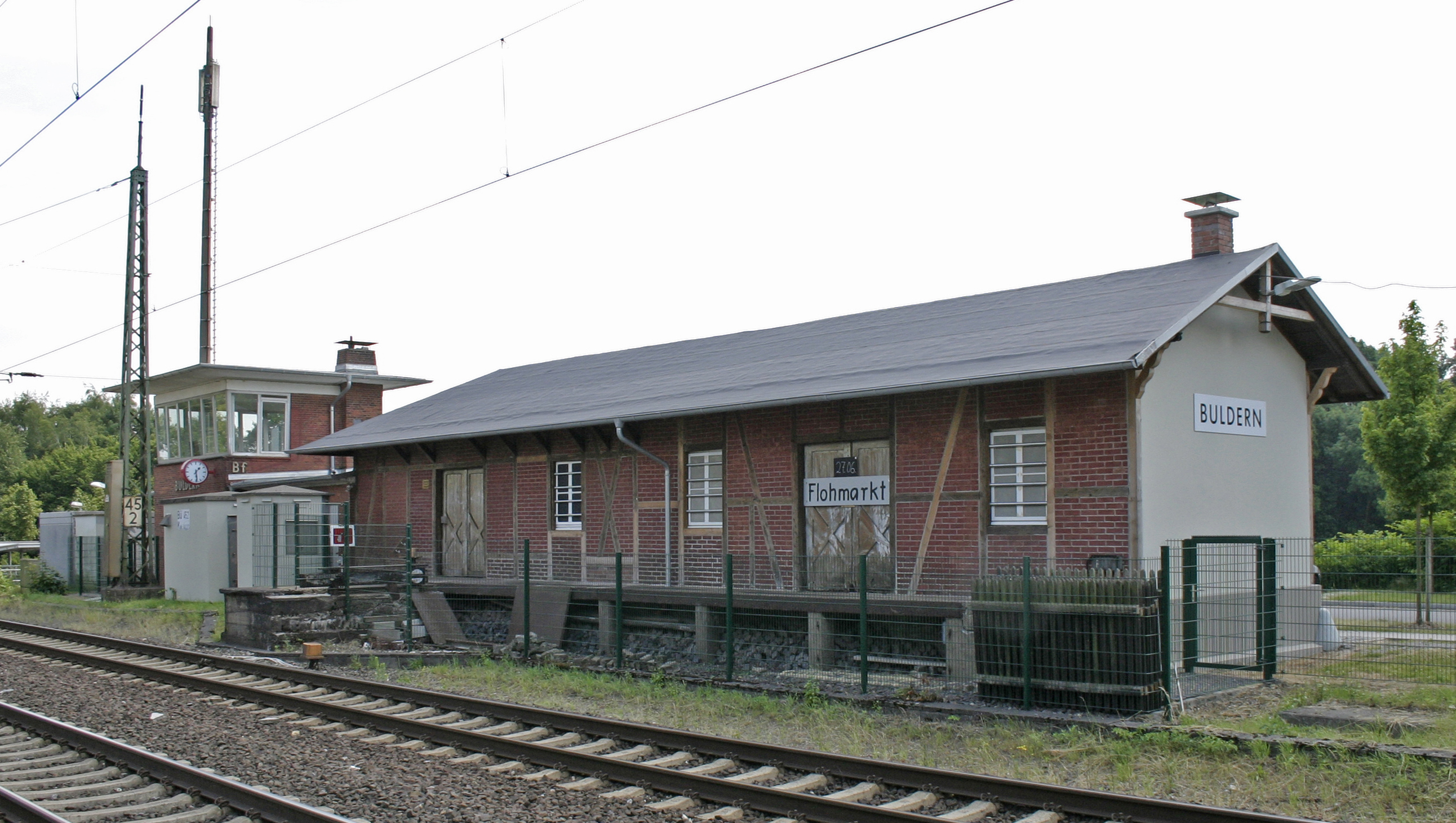
Güterschuppen
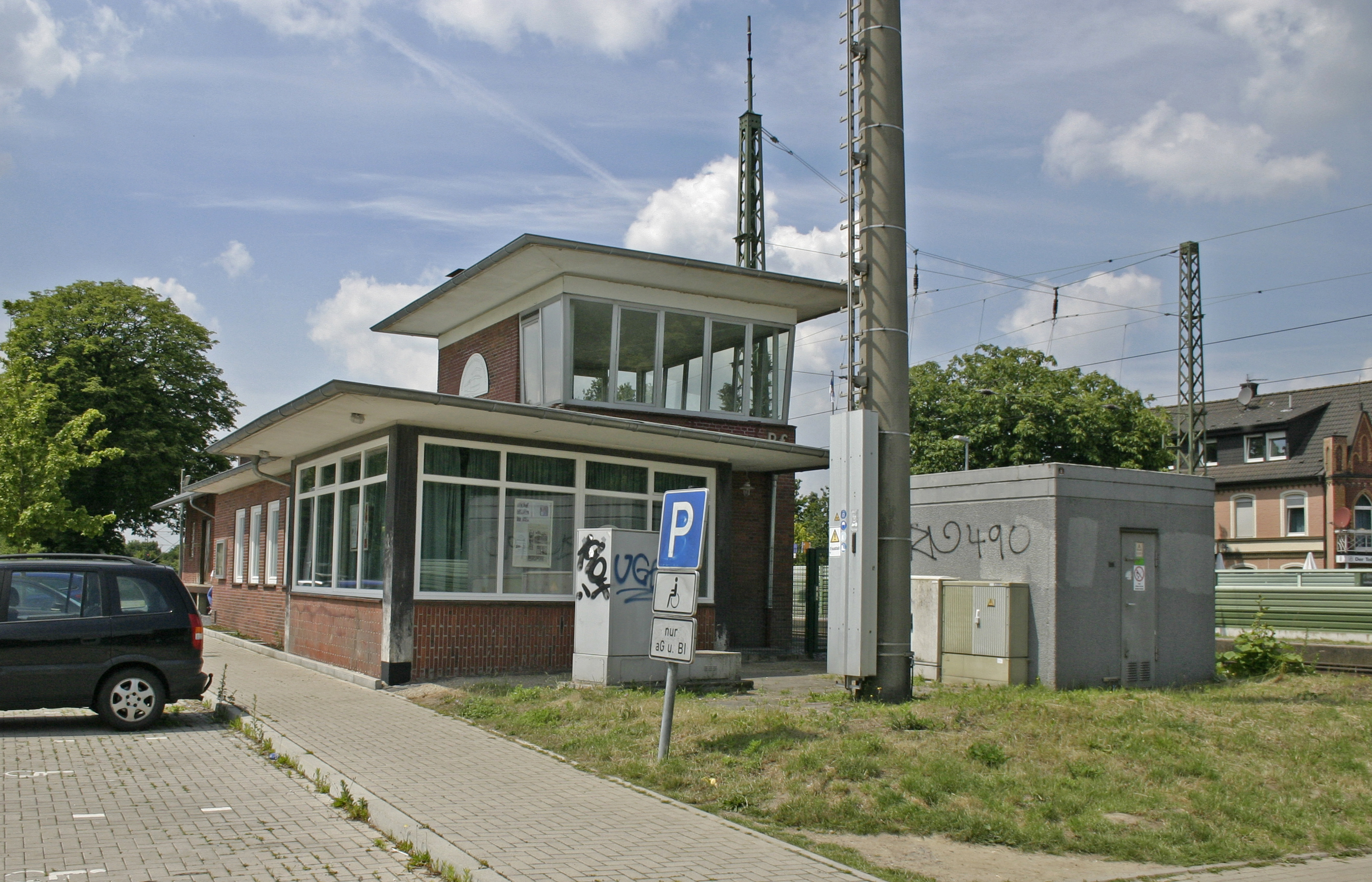
Zweites Empfangsbauwerk mit Stellwerk

## Bedienung
| Linie | Linienverlauf | Takt                                             |
| ----- | --- | ------------------------------------------------ |
| RE 2  | Rhein-Haard-Express: Osnabrück Hbf – Hasbergen – Natrup-Hagen (zweistdl.) – Lengerich (Westf) – Kattenvenne (zweistdl.) – Ostbevern – Westbevern – Münster (Westf) Hbf – (Münster-Albachten – Senden-Bösensell – Nottuln-Appelhülsen – Buldern –)* Dülmen – (Sythen –)* Haltern am See – (Marl-Sinsen –)* Recklinghausen Hbf – (Recklinghausen Süd –)* Wanne-Eickel Hbf – Gelsenkirchen Hbf – Essen Hbf – Mülheim (Ruhr) Hbf – Duisburg Hbf – Düsseldorf Flughafen – Düsseldorf Hbf * Halt nur einzelner Züge im Nachtverkehr Stand: Fahrplanwechsel Dezember 2023 | 60 min                                           |
| RE 42 | Niers-Haard-Express: Münster (Westf) Hbf – Münster-Albachten (stündlich) – Senden-Bösensell – Nottuln-Appelhülsen – Buldern – Dülmen – Sythen – Haltern am See – Marl-Sinsen – Recklinghausen Hbf – Recklinghausen Süd – Wanne-Eickel Hbf – Gelsenkirchen Hbf – Essen Hbf – Mülheim (Ruhr) Hbf – Duisburg Hbf – Rheinhausen – Krefeld-Uerdingen – Krefeld Hbf – Viersen – Mönchengladbach Hbf Stand: Fahrplanwechsel Dezember 2021 | 30 min (Münster–Essen) 60 min (Essen–M’gladbach) |

## Trivia
Bekanntheit erlangte der Bahnhof durch den 1923 erschienenen Roman Der tolle Bomberg von Josef Winckler. Demnach soll der Bahnhof errichtet worden sein, da Gisbert von Romberg II., der auf dem Schloss Buldern lebte, regelmäßig die Notbremse zog, wenn er in Buldern aussteigen wollte. Der Roman wurde 1932 und 1957 verfilmt.